# Ferrari 308

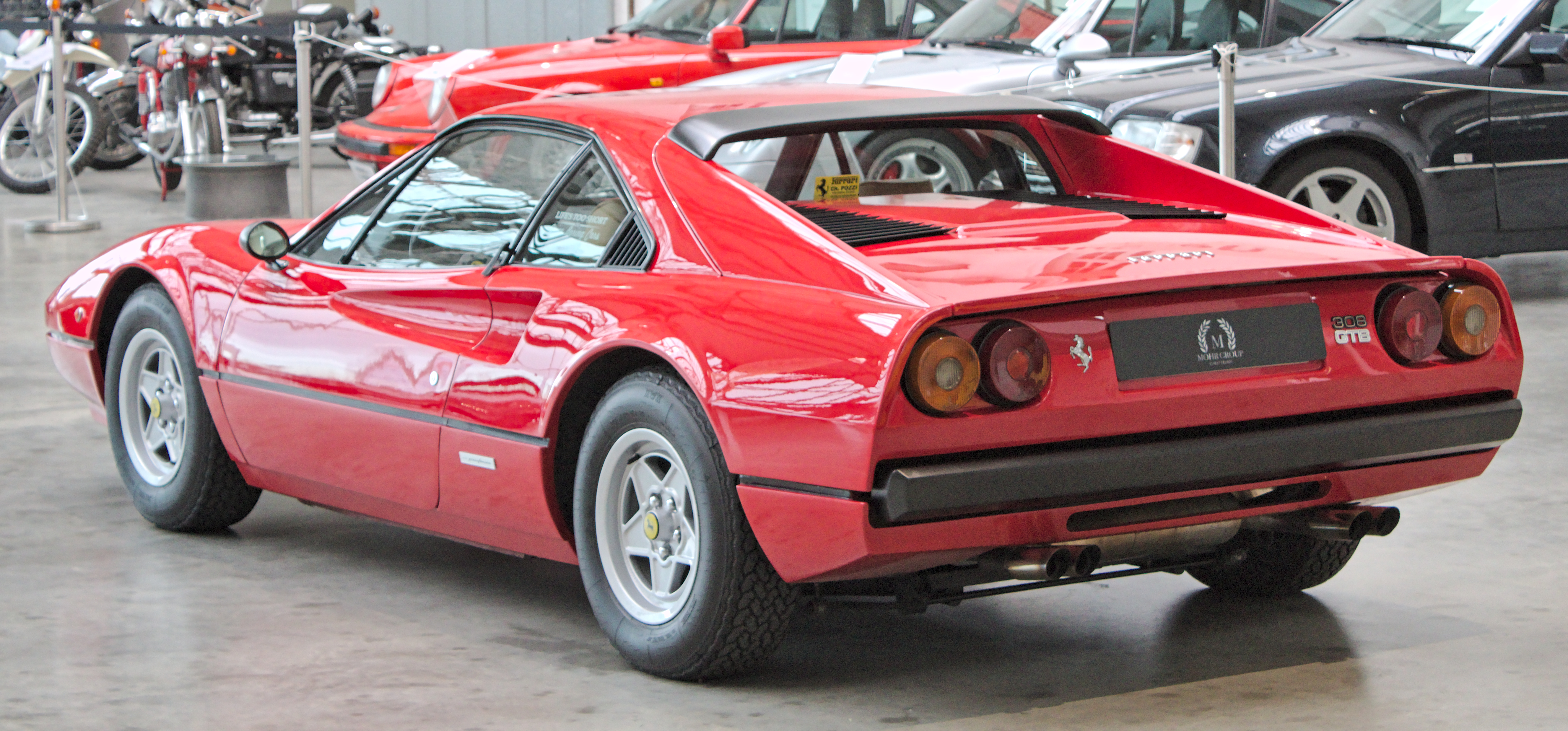
Heckansicht 308 GTB
Abweichend vom Serienzustand: Die 4-Rohr-Auspuffanlage (Serie 1-Rohr-Anlage Endrohr links) und der nachgerüstete Dachspoiler

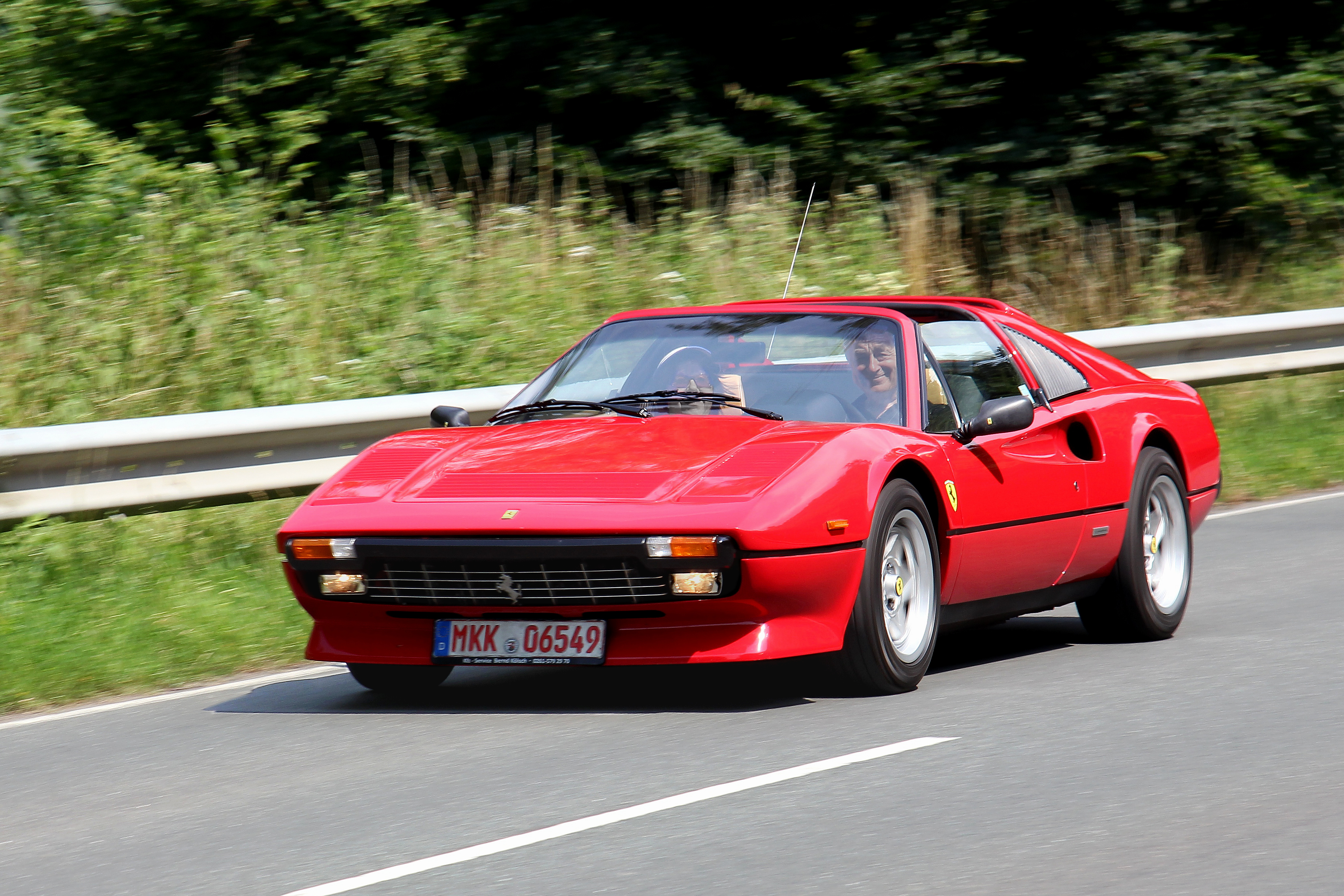
Ferrari 308 GTS QV in Fahrt

Der Ferrari 308 ist ein Sportwagen des Herstellers Ferrari, der von 1975 bis 1985 als Coupé (308 GTB, GTBi, GTB QV) und von 1977 bis 1985 als Spider (308 GTS, GTSi, GTS QV) verkauft wurde.

## Modellbezeichnungen

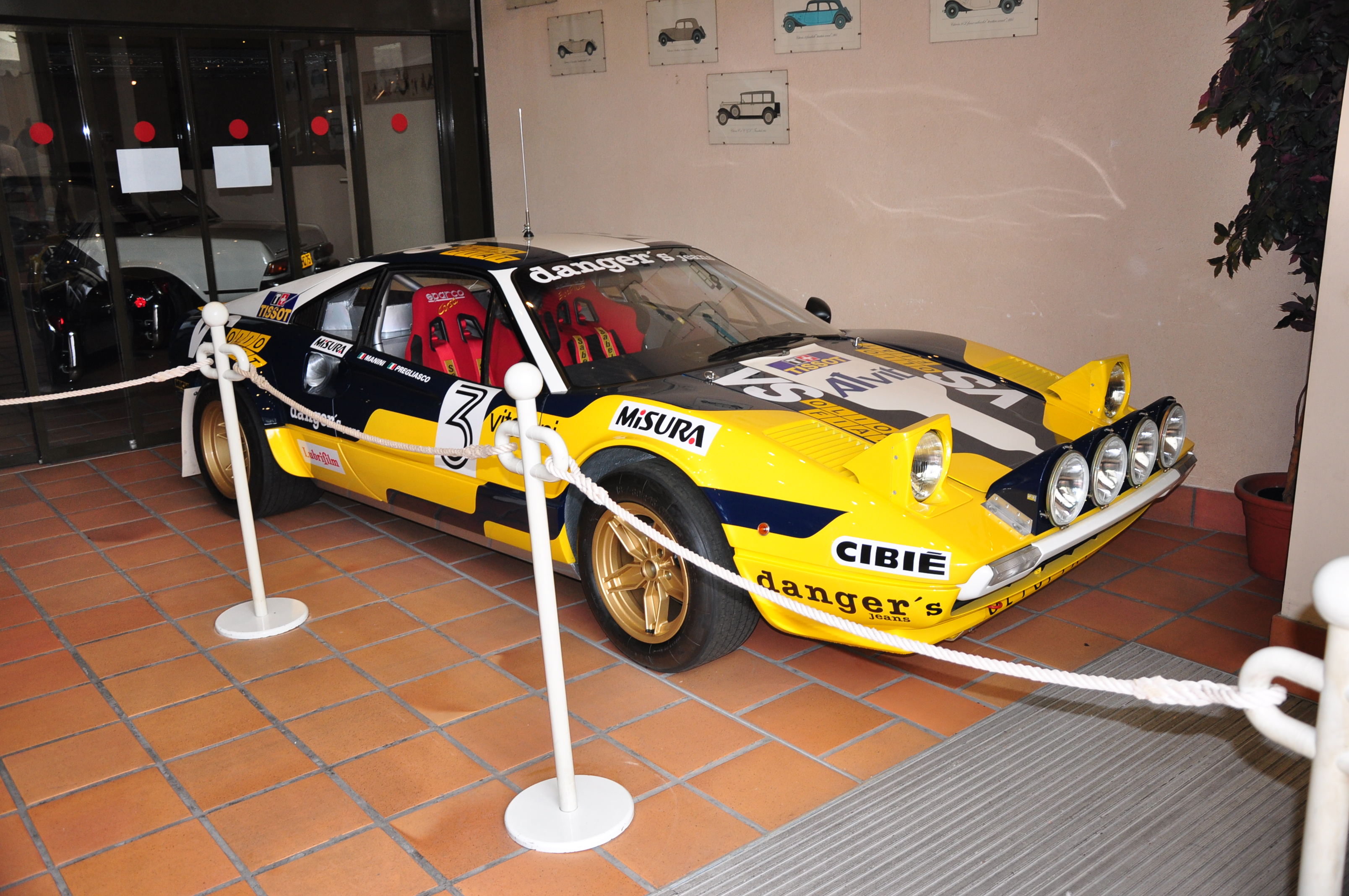
Eine Replica eines Ferrari 308 als Rallye-Umbau im Museum

Bei der Bezeichnung 308 stehen die ersten zwei Ziffern für den Hubraum in Dezilitern, hier also für Motoren mit drei Liter Hubraum. Die dritte Ziffer nennt die Anzahl der Zylinder.
Die nachfolgenden Buchstaben „GT“ stehen für Gran Turismo. Der darauf folgende Buchstabe beschreibt im Fall des „GTB“ eine „Berlinetta“, also eine kleine Berlina-Limousine. Im Falle des GTS beschreibt das „S“ die offene Version Spider, die im Falle des 308 mit einem Targadach ausgestattet ist, das hinter den Sitzen verstaut werden kann.

## Entwicklungsgeschichte

### Vorgeschichte
In den 1960er Jahren waren Mittelmotoren zwar im Rennsport verbreitet, bei Straßenfahrzeugen hingegen unüblich. Auch Enzo Ferrari betrachtete die Konstruktion für seine 12-Zylinder-Motoren als zu risikoreich, um sie an Kunden abzugeben. Er beauftragte Sergio Pininfarina mit der Entwicklung eines Mittelmotor-Prototyps auf Basis eines 6-Zylinder-Motors. Der Entwurf wurde auf dem Pariser Autosalon 1965 vorgestellt und fand Zuspruch. Ab 1968 wurde daher eine Baureihe von Zweisitzern unter dem Markennamen Dino vertrieben. Dem Dino 206 GT folgten 1969 bereits der stärker motorisierte Ferrari Dino 246 GT und seine offene Version Dino 246 GTS, deren Produktion bis 1973 anhielt. Der ab 1974 hergestellte Dino 308 GT hatte zwar einen 8-Zylinder-Motor, war allerdings ein 2+2-Sitzer und nur als Coupé erhältlich; überdies mit einer von Bertone entworfenen Karosserie, die sehr gewöhnungsbedürftig war.

### 308 GTB/GTS (1975–1980)
Um die Lücke im Herstellungsprogramm zu schließen, wurde 1975 der 308 GTB eingeführt und damit eine erfolgreiche Baureihe begründet, die 10 Jahre lang Bestand hatte. Die ersten 308 GTB hatten eine GFK-Karosserie (im Italienischen „Vetroresina“ genannt), aber Scaglietti wechselte schon nach etwa 400 bis 808 (die Angaben zur genauen Stückzahl widersprechen sich, oftmals ist auch von fast 600 gefertigten Polyester-Karosserien die Rede) produzierten Modellen zu einer konventionellen Stahlkarosserie, da die Fertigung der Karosserie aus glasfaserverstärktem Kunststoff zu zeitaufwendig war, und stellte ihnen mit dem 308 GTS einen Targa mit abnehmbarem Dach zur Seite. Der 308 GTB basierte auf demselben Fahrgestell wie der Dino 246 GT (21 cm kürzer als der 2+2-Sitzer Dino 308 GT4), hatte aber eine breitere Spur und den gleichen quer eingebauten V8-Motor und das mittragende Getriebe wie der 308 GT4. Die Nockenwellen der Motoren wurden (bereits seit dem Dino 308 GT4) anders als beim Dino 246 GT mit Zahnriemen angetrieben, statt wie bis dahin bei Ferrari mit Ketten.
Die bis 1980 gebauten 308 GTB und GTS hatten eine Gemischaufbereitung durch vier Weber Doppelvergaser 40DCNF.
Der bis 1980 gebaute 308 GTB hatte einen Motor mit Trockensumpfschmierung. Der 308 GTS und alle späteren Berlinetta- und Spider-Nachfolgemodelle mit einer Saugrohreinspritzung hatten Motoren mit einer Nasssumpfschmierung.
Äußerlich sah der 308 dem Ferrari 365 GT/4 BB ähnlich, der schon 1973 auf den Markt gekommen war. Der Lufteinlass hinter der Fahrertür versorgte den dahinter liegenden Ölkühler; der rechtsseitige führte zum Luftfilter. Der 308 GTB war schneller als der Dino 246 GT – 255 anstatt 240 km/h – und beschleunigte besser.
Zwischen 1975 und 1981 wurden insgesamt 2897 Stück 308 GTB und 3219 Stück 308 GTS verkauft. Die nachfolgenden 308 GTBi/GTSi, welche aufgrund der schärfer werdenden Abgasbestimmungen (besonders in den USA) mit einer Saugrohreinspritzung versehen wurden, verkauften sich zwar gut, waren und werden jedoch bis heute als leistungsreduzierte Version nicht so hoch geschätzt wie ihre Vorgänger, die dank der vier Doppelvergaser wesentlich giftiger (und auch lauter) waren. Nicht nur wegen der geringen Stückzahl, sondern auch dank des niedrigeren Leergewichts gelten die mit GFK-Karosserie von 1975 bis 1977 gebauten Exemplare als beliebteste Modellreihe. Die Nachfolger der Modelle mit Saugrohreinspritzung, die Ableger mit Vierventiltechnik, waren ebenfalls sehr beliebt. Der 308 bildete auch die Basis für die spätere Modellreihe 328 mit größeren 3,2-Liter-V8-Motoren.
Technische Daten:
| Fahrzeugtyp               | 308 GTB (1976–1980) | 308 GTS (1977–1980) |
| ------------------------- | --- | --- |
| Motor                     | 8-Zylinder-V-Motor (Viertakt)                                                                                             | 8-Zylinder-V-Motor (Viertakt)                                                                                             |
| Einbaulage                | Mittig quer | Mittig quer |
| Ventile/Nockenwellen      | 2 pro Zylinder/4 | 2 pro Zylinder/4 |
| Hubraum                   | 2925 cm³ | 2925 cm³ |
| Bohrung × Hub             | 81,0 × 71,0 mm | 81,0 × 71,0 mm |
| Leistung bei 1/min        | 167 kW (227 PS) bei 6400                                                                                                  | 167 kW (227 PS) bei 6400                                                                                                  |
| Max. Drehmoment bei 1/min | 284 Nm (29 mkp) bei 5000                                                                                                  | 284 Nm (29 mkp) bei 5000                                                                                                  |
| Ventilsteuerung           | Hängende Ventile über Tassenstößel betätigt, zwei obenliegende Nockenwellen (pro Zylinderbank) mit Zahnriemen angetrieben | Hängende Ventile über Tassenstößel betätigt, zwei obenliegende Nockenwellen (pro Zylinderbank) mit Zahnriemen angetrieben |
| Motorschmierung           | Trockensumpfschmierung | Nasssumpfschmierung |
| Kühlung                   | Wasserkühlung | Wasserkühlung |
| Getriebe                  | 5-Gang-Getriebe mit Kulissenschaltung, Einscheiben-Trockenkupplung, Hinterradantrieb                                      | 5-Gang-Getriebe mit Kulissenschaltung, Einscheiben-Trockenkupplung, Hinterradantrieb                                      |
| Karosserie                | Kunststoff mit Aluminium-Fronthaube (nur GTB bis Mitte 1977), Stahlblech (GTS, GTB ab 1977), Gitterrohrrahmen             | Kunststoff mit Aluminium-Fronthaube (nur GTB bis Mitte 1977), Stahlblech (GTS, GTB ab 1977), Gitterrohrrahmen             |
| Radaufhängung             | vorn und hinten Einzelradaufhängung an Doppelquerlenkern, Schraubenfedern, Stabilisatoren, Teleskopstoßdämpfer            | vorn und hinten Einzelradaufhängung an Doppelquerlenkern, Schraubenfedern, Stabilisatoren, Teleskopstoßdämpfer            |
| Maße L × B × H            | 4230 × 1720 × 1120 mm | 4230 × 1720 × 1120 mm |
| Leergewicht (ohne Fahrer) | 1320 kg | 1380 kg |
| Höchstgeschwindigkeit     | 255 km/h | 252 km/h |
| Beschleunigung 0–100 km/h | 6,1 s | 6,5 s |
| Stückzahl                 | 2897; davon 808 mit Kunststoffkarosserie                                                                                  | 3219 |

### 308 GTBi/GTSi (1980–1983)
Das dem Modellnamen angehängte i stand für „iniezione“ und zeigte den Wechsel von der Vergaser-Anlage hin zur Saugrohreinspritzung an. Von 1980 bis 1983 wurden 494 GTBi und 1743 GTSi verkauft. Ihre Motoren besaßen eine Bosch K-Jetronic, die zwar Verbrauch und Emissionen senkte, gleichzeitig aber auch den Motor auf 160 kW drosselte.

### 308 GTB/GTS Quattrovalvole (1982–1985)

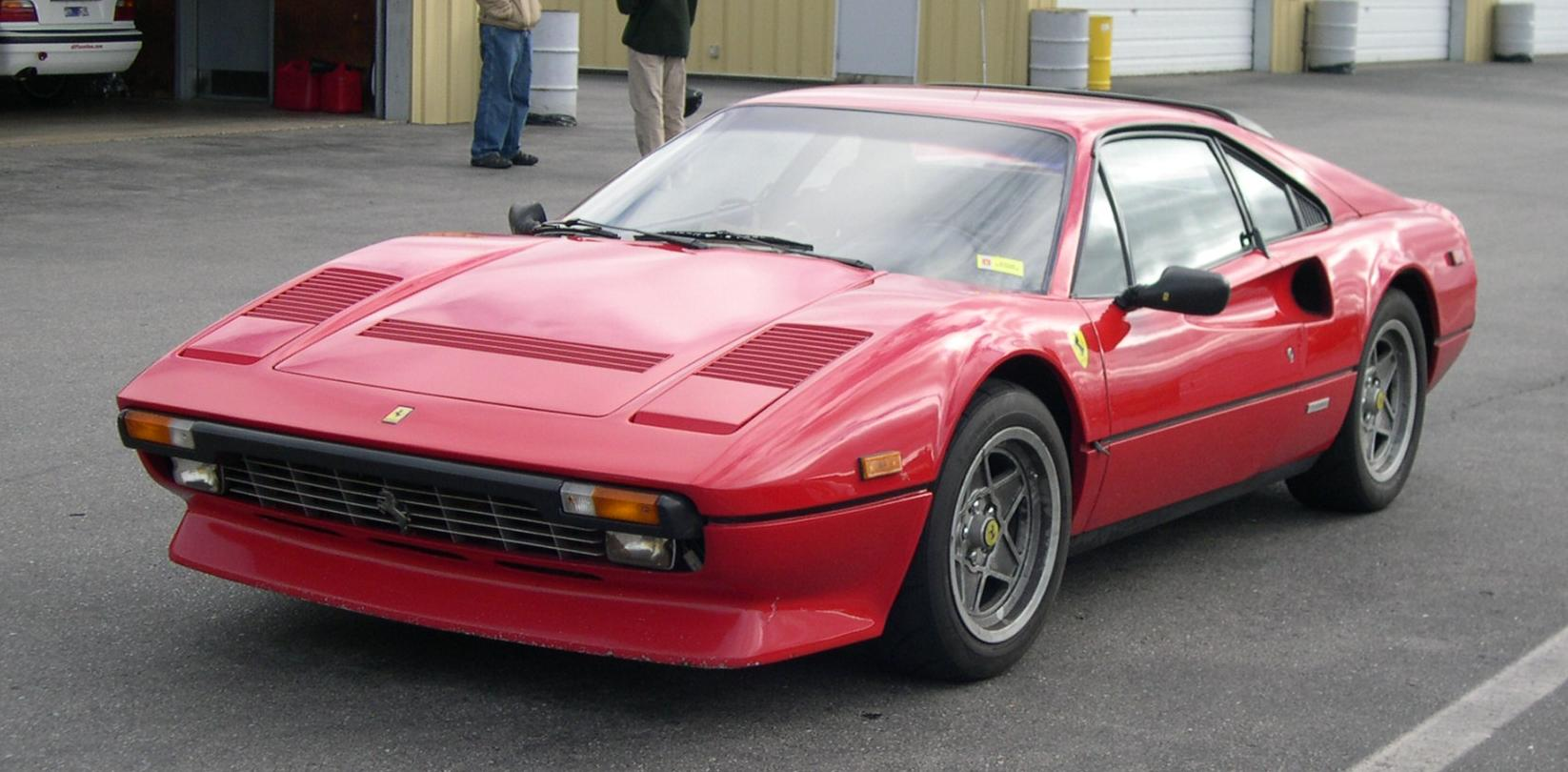
308 GTB Quattrovalvole

Von 1982 bis 1985 wurden die GTBi mit quattrovalvole (Vierventiltechnik) ausgerüstet, wodurch die Leistung auf 179 kW und die Höchstgeschwindigkeit auf 258 km/h anstieg. Innerhalb von drei Jahren wurden 748 GTB QV und 3042 GTS QV produziert. Das Modell mit Vierventiltechnik wurde 1985 vom praktisch baugleichen 328 abgelöst, der über 3,2 Liter Hubraum verfügte.

### 208 GTB/GTS (1980–1981) und 208 GTB/GTS Turbo (1982–1986)

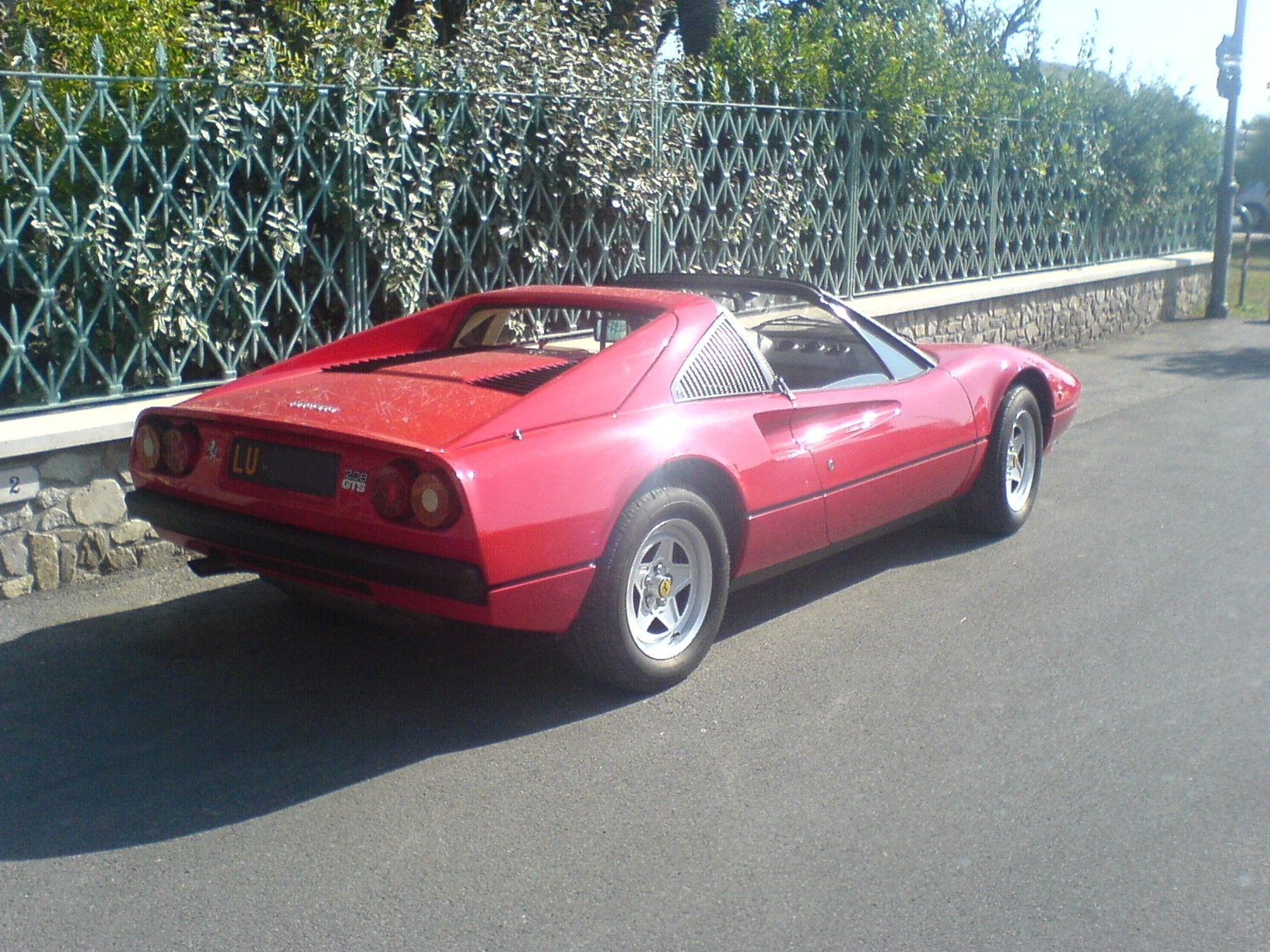
Ferrari 208 GTS

Eine Besonderheit sind die ab 1980 vornehmlich für den italienischen Markt produzierten Versionen
- 208 GTB/GTS (116 kW, Höchstgeschwindigkeit 215 km/h) und
- 208 GTB/GTS Turbo (164 kW, Höchstgeschwindigkeit 242 km/h).

Nach der italienischen Steuergesetzgebung konnten Aufwendungen für Fahrzeuge mit über zwei Litern Hubraum nicht von der Steuer abgesetzt werden. Daher hatte der V8-Motor dieser Fahrzeuge nur 1990 cm³ Hubraum und der Ferrari 208 ist der Serienwagen mit dem kleinsten V8-Motor.

### Der 308 in der Populärkultur

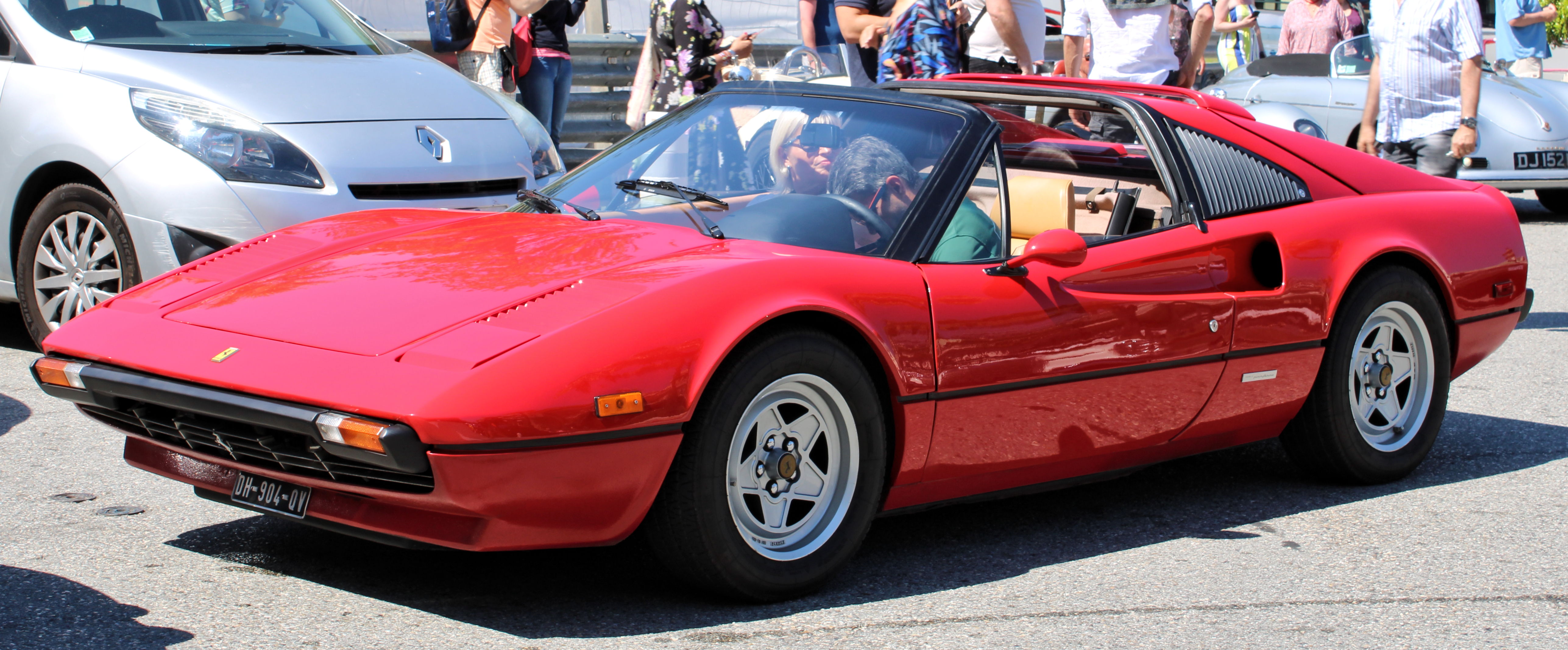
Ferrari 308 GTS

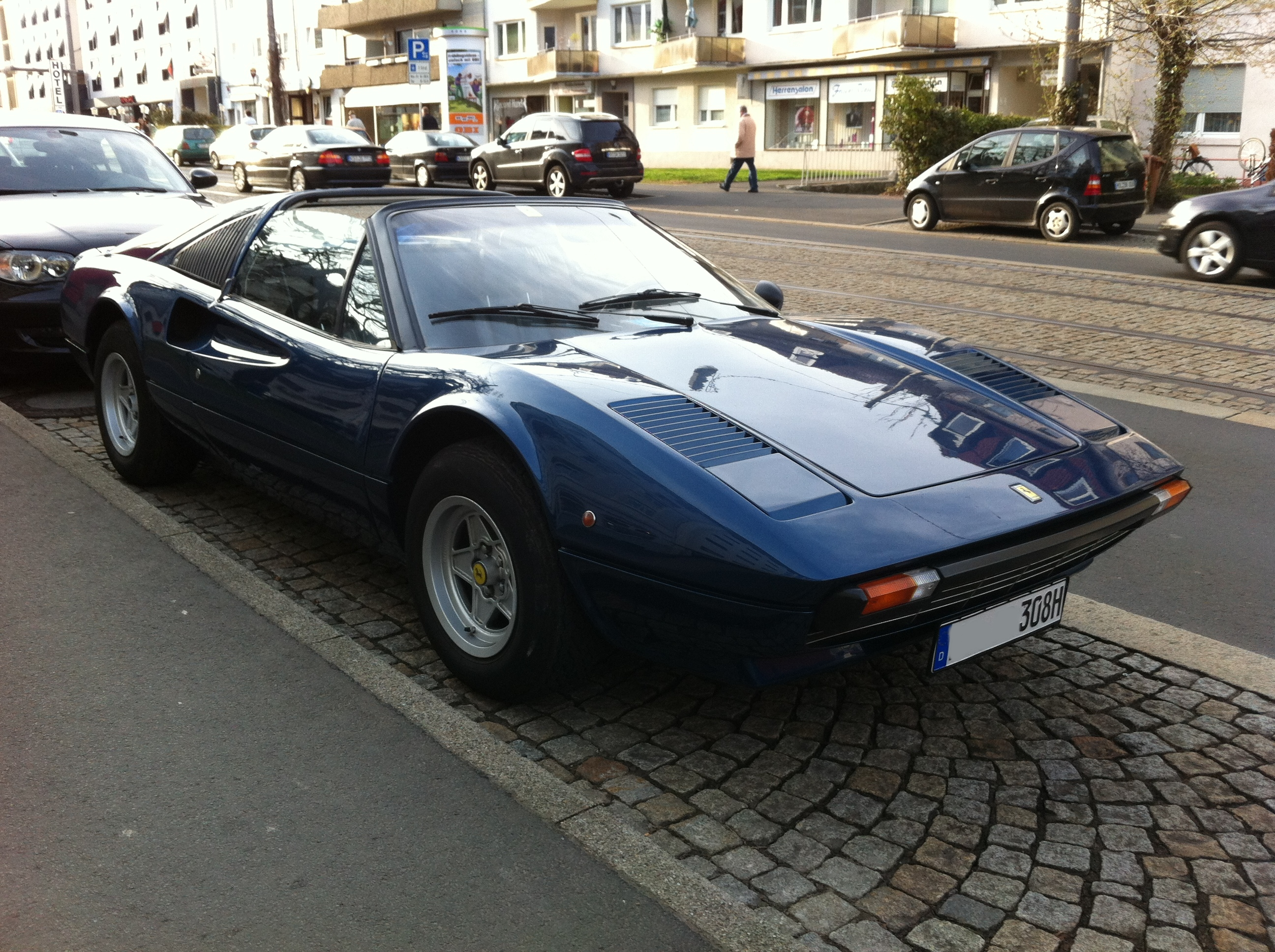
Ferrari 308 GTS …

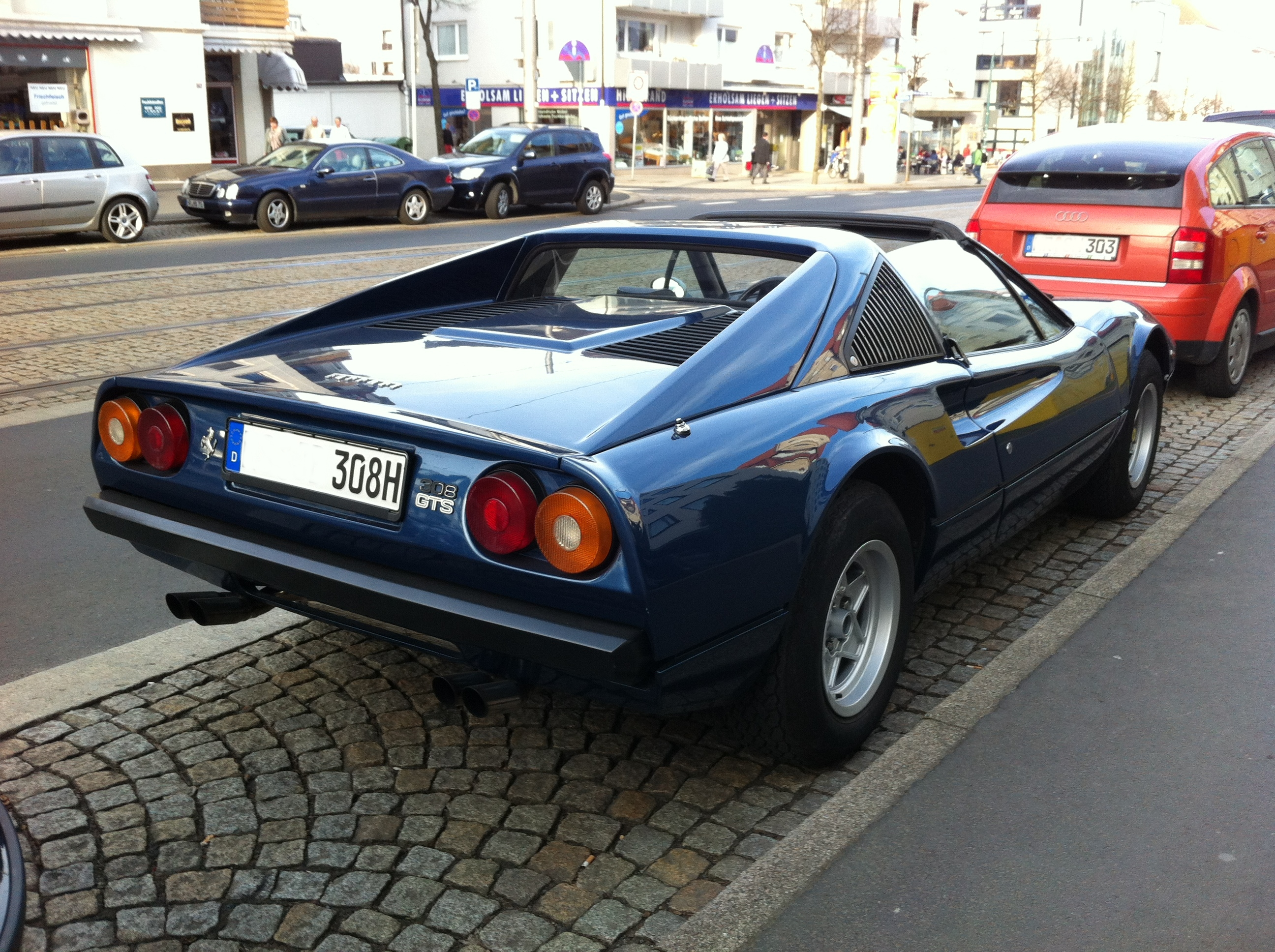
… in seltenem Blau

Der 308 GTS wurde unter anderem durch die US-amerikanische Fernsehserie Magnum bekannt. Dabei gab es keine Einflussnahme von Ferrari, eine Produktplatzierung zu erreichen; die Produzenten hatten sich bereits vorab für den 308 GTS entschieden, trotz einiger Angebote anderer Hersteller. Für die Dreharbeiten wurden laut verschiedenen US-amerikanischen Quellen 7 bis 17 Fahrzeuge verwendet, davon einige ausschließlich als Standmodell. Angeblich wurde bei einem Exemplar der Sitz modifiziert, damit der hochgewachsene Schauspieler Tom Selleck im Ferrari eine natürlicher wirkende Position einnehmen konnte.
Verwendet wurden Fahrzeuge der Baureihen 308 GTS (1977–1980), 308 GTSi (1981–1982) und auch 308 GTS Quattrovalvole. Dabei kamen innerhalb einer Folge durchaus Fahrzeuge verschiedener Baureihen zum Einsatz: Im Vorspann der ersten Folgen ist zu sehen, wie der Hauptdarsteller im Fahrzeug sitzend, das Targadach abhebt und ähnlich einem Cabrioverdeck nach hinten schiebt, bzw. wirft. Tatsächlich wird das Dachteil hinter den Sitzen stehend verstaut. Dieser Fehler wurde bei allen späteren Folgen dadurch behoben, dass die entsprechende Sequenz herausgeschnitten wurde, der Rest der Szene aber erhalten blieb.

## Technische Daten (208/308)
| Ferrari                      | 308 GTB/GTS (1)                                              | 308 GTB/GTS (2)                                              | 308 GTBi/GTSi                                                | 308 GTB/GTS QV                                               | 208 GTB/GTS                                                  | 208 GTB/GTS Turbo                                            | 208 GTB/GTS Turbo                                            |
| ---------------------------- | ------------------------------------------------------------ | ------------------------------------------------------------ | ------------------------------------------------------------ | ------------------------------------------------------------ | ------------------------------------------------------------ | ------------------------------------------------------------ | ------------------------------------------------------------ |
| Produktionszeitraum          | 1975–1980 (GTS:1977–1980)                                    | 1975–1980                                                    | 1980–1983                                                    | 1982–1985                                                    | 1980–1986                                                    | 1980–1986                                                    | 1986                                                         |
| Motor                        | 8-Zylinder-V-Motor (Viertakt), quer in Mittelmotorlage       | 8-Zylinder-V-Motor (Viertakt), quer in Mittelmotorlage       | 8-Zylinder-V-Motor (Viertakt), quer in Mittelmotorlage       | 8-Zylinder-V-Motor (Viertakt), quer in Mittelmotorlage       | 8-Zylinder-V-Motor (Viertakt), quer in Mittelmotorlage       | 8-Zylinder-V-Motor (Viertakt), quer in Mittelmotorlage       | 8-Zylinder-V-Motor (Viertakt), quer in Mittelmotorlage       |
| Motortyp                     | F106 A021                                                    | F106 A020                                                    | F106B                                                        | F105A                                                        | F106CB                                                       | F106D                                                        | F106N                                                        |
| Hubraum                      | 2926 cm³                                                     | 2926 cm³                                                     | 2926 cm³                                                     | 2926 cm³                                                     | 1991 cm³                                                     | 1991 cm³                                                     | 1991 cm³                                                     |
| Bohrung × Hub                | 81 × 71 mm                                                   | 81 × 71 mm                                                   | 81 × 71 mm                                                   | 81 × 71 mm                                                   | 66,8 × 71 mm                                                 | 66,8 × 71 mm                                                 | 66,8 × 71 mm                                                 |
| Ventilsteuerung              | 2 × DOHC, Zahnriemen, 2 Ventile pro Zylinder                 | 2 × DOHC, Zahnriemen, 2 Ventile pro Zylinder                 | 2 × DOHC, Zahnriemen, 2 Ventile pro Zylinder                 | 2 × DOHC, Zahnriemen, 4 Ventile pro Zylinder                 | 2 × DOHC, Zahnriemen, 2 Ventile pro Zylinder                 | 2 × DOHC, Zahnriemen, 2 Ventile pro Zylinder                 | 2 × DOHC, Zahnriemen, 2 Ventile pro Zylinder                 |
| Gemischaufbereitung          | 4 Doppelvergaser Weber 40 DCNF                               | 4 Doppelvergaser Weber 40 DCNF                               | Bosch K-Jetronic                                             | Bosch K-Jetronic                                             | 4 × Weber 34 DCNF                                            | Bosch K-Jetronic, KKK-Turbolader                             | Bosch K-Jetronic, KKK-Turbolader, Ladeluftkühler             |
| Kühlung                      | Wasserkühlung                                                | Wasserkühlung                                                | Wasserkühlung                                                | Wasserkühlung                                                | Wasserkühlung                                                | Wasserkühlung                                                | Wasserkühlung                                                |
| Leistung bei 1/min           | 188 kW (256 PS) bei 7700 (3)                                 | 167 kW (227 PS) bei 6400                                     | 157 kW (214 PS) bei 6600                                     | 177 kW (240 PS) bei 7000                                     | 114 kW (155 PS) bei 6800                                     | 162 kW (220 PS) bei 7000                                     | 187 kW (254 PS) bei 6500                                     |
| Max. Drehmoment bei 1/min    | 284 Nm bei 5000 (4)                                          | 284 Nm bei 5000                                              | 243 Nm bei 4600                                              | 260 Nm bei 5000                                              | 170 Nm bei 4200                                              | 240 Nm bei 4800                                              | 328 Nm bei 4100                                              |
| Getriebe                     | Fünfgang-Schaltgetriebe mit offener Kulisse, Mittelschaltung | Fünfgang-Schaltgetriebe mit offener Kulisse, Mittelschaltung | Fünfgang-Schaltgetriebe mit offener Kulisse, Mittelschaltung | Fünfgang-Schaltgetriebe mit offener Kulisse, Mittelschaltung | Fünfgang-Schaltgetriebe mit offener Kulisse, Mittelschaltung | Fünfgang-Schaltgetriebe mit offener Kulisse, Mittelschaltung | Fünfgang-Schaltgetriebe mit offener Kulisse, Mittelschaltung |
| Antrieb                      | Hinterradantrieb                                             | Hinterradantrieb                                             | Hinterradantrieb                                             | Hinterradantrieb                                             | Hinterradantrieb                                             | Hinterradantrieb                                             | Hinterradantrieb                                             |
| Radaufhängung vorn           | Doppelquerlenkerachse, Schraubenfedern                       | Doppelquerlenkerachse, Schraubenfedern                       | Doppelquerlenkerachse, Schraubenfedern                       | Doppelquerlenkerachse, Schraubenfedern                       | Doppelquerlenkerachse, Schraubenfedern                       | Doppelquerlenkerachse, Schraubenfedern                       | Doppelquerlenkerachse, Schraubenfedern                       |
| Radaufhängung hinten         | Doppelquerlenkerachse, Schraubenfedern                       | Doppelquerlenkerachse, Schraubenfedern                       | Doppelquerlenkerachse, Schraubenfedern                       | Doppelquerlenkerachse, Schraubenfedern                       | Doppelquerlenkerachse, Schraubenfedern                       | Doppelquerlenkerachse, Schraubenfedern                       | Doppelquerlenkerachse, Schraubenfedern                       |
| Bremsen                      | Vierrad-Scheibenbremsen                                      | Vierrad-Scheibenbremsen                                      | Vierrad-Scheibenbremsen                                      | Vierrad-Scheibenbremsen                                      | Vierrad-Scheibenbremsen                                      | Vierrad-Scheibenbremsen                                      | Vierrad-Scheibenbremsen                                      |
| Lenkung                      | Zahnstangenlenkung                                           | Zahnstangenlenkung                                           | Zahnstangenlenkung                                           | Zahnstangenlenkung                                           | Zahnstangenlenkung                                           | Zahnstangenlenkung                                           | Zahnstangenlenkung                                           |
| Karosserie                   | Stahlblech (308 GTB bis 1977: Kunststoff)                    | Stahlblech (308 GTB bis 1977: Kunststoff)                    | Stahlblech (308 GTB bis 1977: Kunststoff)                    | Stahlblech (308 GTB bis 1977: Kunststoff)                    | Stahlblech (308 GTB bis 1977: Kunststoff)                    | Stahlblech (308 GTB bis 1977: Kunststoff)                    | Stahlblech (308 GTB bis 1977: Kunststoff)                    |
| Spurweite vorn/hinten        | 1460/1460 mm                                                 | 1460/1460 mm                                                 | 1460/1460 mm                                                 | 1460/1460 mm                                                 | 1460/1460 mm                                                 | 1460/1460 mm                                                 | 1460/1460 mm                                                 |
| Radstand                     | 2340 mm                                                      | 2340 mm                                                      | 2340 mm                                                      | 2340 mm                                                      | 2340 mm                                                      | 2340 mm                                                      | 2340 mm                                                      |
| Abmessungen                  | 4230 (USA: 4380) × 1720 × 1120 mm                            | 4230 (USA: 4380) × 1720 × 1120 mm                            | 4230 (USA: 4380) × 1720 × 1120 mm                            | 4230 (USA: 4380) × 1720 × 1120 mm                            | 4230 (USA: 4380) × 1720 × 1120 mm                            | 4230 (USA: 4380) × 1720 × 1120 mm                            | 4230 (USA: 4380) × 1720 × 1120 mm                            |
| Leergewicht                  | 1300 kg USA: 1400 kg                                         | 1340 kg 1470 kg                                              | 1286 kg                                                      | 1275 kg                                                      | 1232 kg                                                      | 1290 kg                                                      | 1132 kg (trocken)                                            |
| Höchstgeschwindigkeit (Werk) | 252 km/h                                                     | 252 km/h                                                     | 240 km/h                                                     | 258 km/h                                                     | 215 km/h                                                     | 242 km/h                                                     | 253 km/h                                                     |
| 0–100 km/h                   | 6,5 s                                                        | nicht angegeben                                              | nicht angegeben                                              | 6,5 s                                                        | nicht angegeben                                              | 7,0 s                                                        | 6,3 s                                                        |
| Verbrauch (l/100 km)         | n. a. S                                                      | n. a. S                                                      | n. a. S                                                      | 12,7 S                                                       | n. a. S                                                      | 13,2 S                                                       | 13,2 S                                                       |
| Preis                        | DM 60.480 (02/79)                                            | DM 64.512 (02/79)                                            |                                                              |                                                              |                                                              |                                                              |                                                              |

QV = Quattrovalvole – Vierventiltechnik